# Hans Verhulst

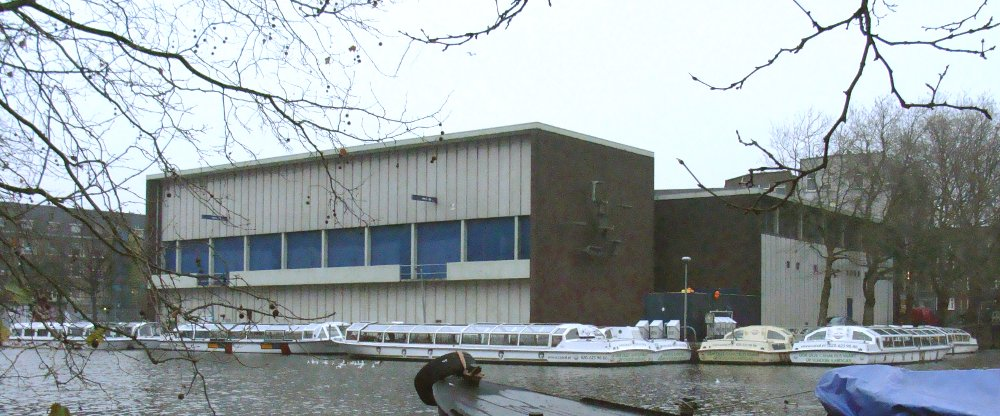
Trafostation in der Marnixstraat in Amsterdam mit der Wandskulptur Energie en tijd von Verhulst aus dem Jahre 1962

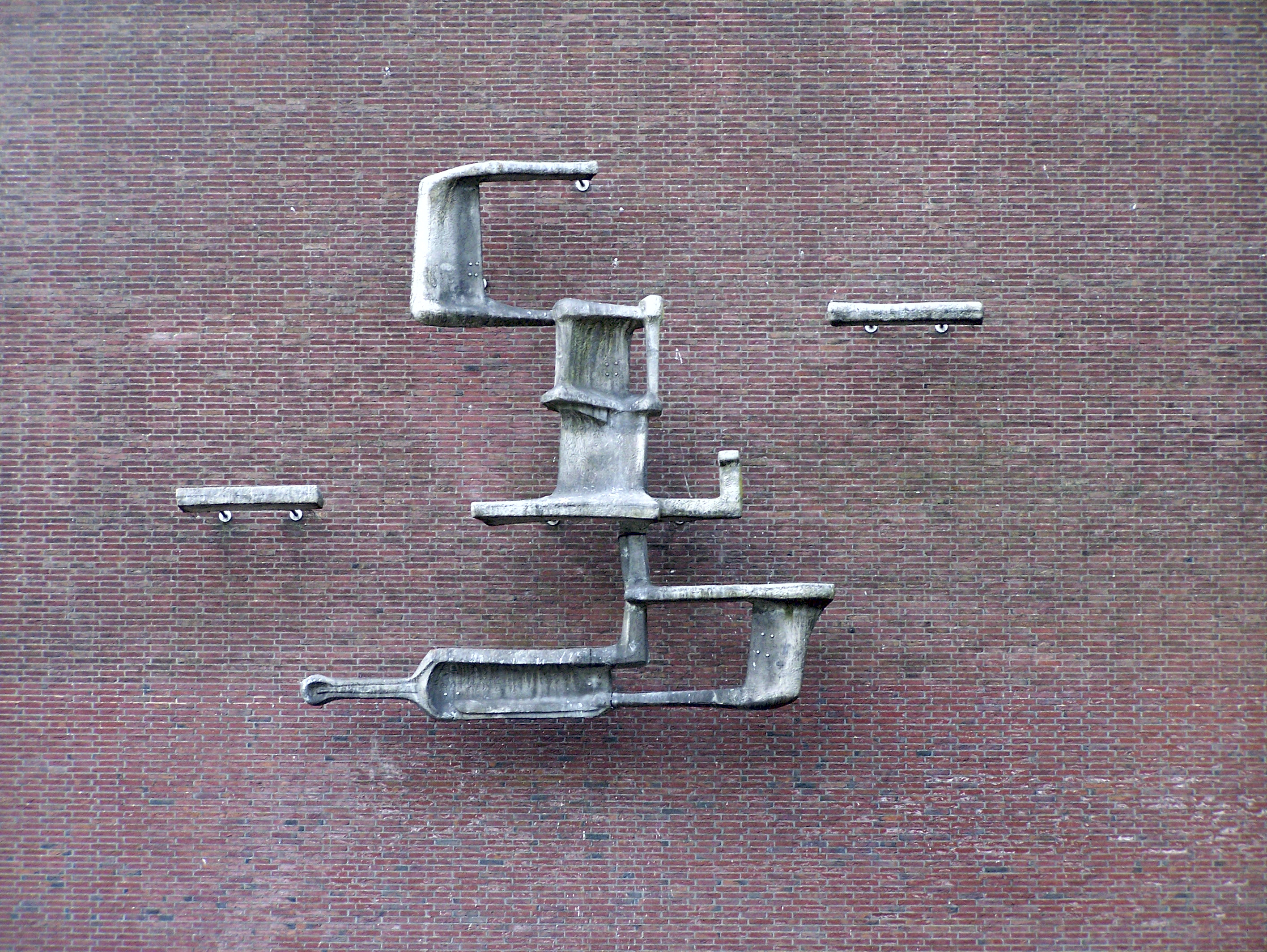
Energie en tijd (1962)

Hans (Johannes Petrus Charles) Verhulst (* 9. September 1921 in Steenbergen, Niederlande; † 2005) war ein niederländischer Bildhauer und Graphiker.

## Leben und Werk
Verhulst begegnete im Jahre 1950 den Bildhauern Wessel Couzijn, Carel Kneulman, Shinkichi Tajiri und Ben Guntenaar, die die Bildhauergruppe Groep Amsterdam bildeten.
In Amsterdam befindet sich seine Skulptur Energie en tijd ((Elektrische) Energie und Zeit), eine Wandskulptur aus dem Jahre 1962 an der Trafostation an der Marnixstraat. Ein weiteres Werk von Verhulst ist eine Skulptur aus dem Jahre 1954 an der ehemaligen Rijksluchtvaartschool (Reichsluftfahrtschule), heute die KLM-Flugakademie in Eelde.
Im Jahre 1959 nahm Verhulst am Bildhauersymposion St. Margarethen in Österreich teil und gehörte zu den Teilnehmern des ersten Bildhauersymposion der Europäischen Bildhauer mit Karl Prantl.